# Ндонго-Эбанга, Мартин
Мартин Ндонго-Эбанга (фр. Martin Ndongo-Ebanga; 23 марта 1966, Яунде — 6 марта 2024, Яунде) — камерунский боксёр, представитель лёгкой и первой полусредней весовых категорий. Выступал за сборную Камеруна в 1980-х годах, бронзовый призёр летних Олимпийских игр в Лос-Анджелесе, участник нескольких крупных турниров международного значения.

## Биография
Мартин Ндонго-Эбанга родился 23 марта 1966 года.
Наивысшего успеха в своей спортивной карьере добился в сезоне 1984 года, когда вошёл в основной состав камерунской национальной сборной и благодаря череде удачных выступлений удостоился права защищать честь страны на летних Олимпийских играх в Лос-Анджелесе. Выступая в категории до 60 кг, благополучно прошёл первых троих соперников по турнирной сетке, тогда как в четвёртом полуфинальном поединке со счётом 2:3 уступил пуэрториканцу Луису Ортису и таким образом получил бронзовую олимпийскую награду. Стал вторым камерунским спортсменом, сумевшим подняться на пьедестал почёта Олимпийских игр (ранее на Играх 1968 года в Мехико серебряную медаль выиграл боксёр Жозеф Бессала).
После Олимпиады Ндонго-Эбанга остался в боксёрской команде Камеруна и продолжил принимать участие в крупнейших международных турнирах. Так, в 1985 году он побывал на Кубке мира в Южной Корее, где на стадии четвертьфиналов был остановлен пуэрториканцем Алисио Моралесом.
В 1986 году боксировал на международном турнире TSC в Восточном Берлине, где в четвертьфинале лёгкого веса проиграл поляку Мирославу Кнапику.
Находясь в числе лидеров камерунской национальной сборной, благополучно прошёл отбор на Олимпийские игры 1988 года в Сеуле — на сей раз выступал в категории до 63,5 кг и попасть в число призёров не смог, потерпев поражение в 1/16 финала от представителя Кении Дэвида Камау.
В 1997 году также попробовал себя на профессиональном уровне, но большого успеха не добился: одержал две победы и потерпел одно поражение.
Умер днём 6 марта 2024 года от болезни в больнице Caisse в возрасте 57 лет.